# Stanislav Hoffman
Stanislav Hoffman (* 27. března 1945, Praha) je bývalý československý atlet, běžec, který se specializoval na střední a dlouhé tratě. Zpočátku se specializoval na běh na 1500 m. Později se věnoval také běhu na 3000 m, 5000 m a 10 000 m. Dodnes je držitelem českého rekordu v běhu na 1500 metrů v kategorii do 22 let (3:39,1 – 13. srpen 1966, Praha). Je čtyřnásobným vítězem závodu Běchovice-Praha (1970, 1973, 1974, 1977).

## Kariéra

### Začátky
V počátcích se věnoval sportovní gymnastice. S atletikou začal v oddíle CHZ Litvínov (1961 – 1964). V letech (1965 – 1980) závodil za Duklu Praha, kde jeho trenérem byl Alexander Zvolenský.

### Mezinárodní úspěchy
V roce 1964 se zúčastnil prvého ročníku evropských juniorských her (předchůdce ME juniorů v atletice) ve Varšavě, kde obsadil v běhu na 1500 metrů 5. místo. Na Mistrovství Evropy v atletice 1966 v Budapešti doběhl ve finále na 10. místě (3:46,5). V roce 1967 se konaly ve sportovní hale (dnes Tesla Arena) na pražském Výstavišti evropské halové hry v atletice. Na start běhu na 1500 metrů se postavilo sedm závodníků. Zlato bral Brit John Whetton, stříbrnou medaili získal Josef Odložil a bronz vybojoval Stanislav Hoffman, který cílem proběhl v čase 3:50,5. V roce 1971 na ME v atletice v Helsinkách se zúčastnil rozběhu na 5000 metrů, do finále se však nedostal. Na následujícím evropském šampionátu v Římě v roce 1974 již do finále běhu na 5000 metrů postoupil a doběhl v něm na 7. místě. Na dvojnásobné trati skončil na 12. místě, když 10 000 metrů zvládl v čase 28:44,4.
Celkově 26krát reprezentoval v mezistátních utkáních (1966 – 1977), z toho čtyřikrát v evropském poháru.